# 禁酒番屋
『禁酒番屋』（きんしゅばんや）は古典落語の演目。別名『禁酒関所』。上方落語の演目だったものを3代目柳家小さんが江戸落語に持ち込んだ。
禁酒を決めた武家屋敷に、中の侍の頼みで酒を届けることになった酒屋と、酒の持ち込みを取り締まる門番とのやりとりを描く。

## あらすじ
とある藩で、無礼講で飲酒し酒に酔った二人の侍が喧嘩をし、一方が相手を斬り殺した。酔っていたため、同僚の侍を切り殺した侍は血の付いた刀を小屋（侍の居所）に持ち帰った。翌朝起きて血の付いた刀を見て「えらいことをしてしまった」と酒の上での出来事とはいえ、同僚を殺めたことを悔いて自ら切腹し死ぬという事件が起きる。酒の上で家来が二人命を絶ったことを重く見た主君は以後藩士が酒を飲むことを禁止するというお触れを出す。しばらくは飲酒して小屋に戻る藩士はいなかったが、やがて酔って赤い顔のまま小屋に戻る藩士が出始めた。重役会議の結果、屋敷の門には番屋が設けられ、出入りの商人の持ち込むものまで厳しく取り締まることになった。
ある日、家中の侍の中でも大酒飲みの筆頭である近藤が酒屋にやって来ると、お触れにもかまわず三升もの酒を一気に飲み、寝酒に用いたいと見つからないよう屋敷の部屋に一升届けてくれと無理なことを頼んで帰ってしまう。
亭主が頭を抱えていると小僧のひとりが、南蛮菓子のカステラに見せかけたらどうかと提案する。カステラの菓子折に酒徳利を詰め、向こう横丁の菓子屋から半天一式を借りて菓子屋になりすまして小僧が屋敷に持参する。番屋で進物と申告すると中身を調べられずに通されたが、持ち上げる際に「どっこいしょ」と言ってしまい、「お主、今異な事を申したな。何と言った？」と問われ、小僧が正直に「どっこいしょ」と答えると、「どっこいしょ？カステラが重いわけがあるまい」と言われ「口癖なんですよ」と誤魔化そうとするも、嘘だと即座に見透かされて折を開けられてしまう。番屋の役人たちは徳利の中身を改めるという名目で代わる代わるその酒を飲み、結局すべて飲み干していい気分に酔っ払ったあげく「この偽り者め」と小僧を追い返してしまう。
カステラで失敗したので今度は油屋になり油だとごまかそうとしたが、これも失敗して酒はすべて役人に飲まれてしまう。
都合二升もの酒をただで飲まれて酒屋の一同は腹を立て、仕返しとして徳利に小便を詰めて持っていく。すでにへべれけになっている番屋の役人たちが中身は何かと聞くと、小僧は計画通り正直に「小便でございます」と答える。どうせまた酒を持ってきたのだろうと思っている役人たちは小僧の言葉など信じず、中身を飲むとこれが小便。小僧を叱りつけようとするが「初めに小便と申し上げました」と言われて言葉に詰まってしまい、「うーん、あの、ここな正直者めが！」

## バリエーション
上方落語の型では、落ちが前記のあらすじの後にあり、裏門へまわされて糞（ばば）食わされる結末である。興津要は、あまり汚らしく演じると不快感があり、痛快さが減少すると評した。5代目柳家小さんも「汚ない（原文ママ）噺だから、やっぱり綺麗に話さなくちゃいけない」と述べている。
5代目柳家小さんは、酔った番屋の侍の演じ方について、身分は低くても侍なのだから肩を揺すらず体はきまってなくちゃならないと弁護士の客に言われ、小三治時代からはそのように演じるようにしたという。また小さんは、小僧が「どっこいしょ」と口にしてしまう演出は2代目談洲楼燕枝のスタイルを自分が取り入れたと述べている。
このほか、7代目三笑亭可楽の口演ではカステラを徳利の上に詰めて偽装し、それを侍が扇子でつついて剥がし酒が露見するという演じ方だった。